# La Lagunilla, Tetela de Ocampo
La Lagunilla är en ort i Mexiko.   Den ligger i kommunen Tetela de Ocampo och delstaten Puebla, i den sydöstra delen av landet, 150 km öster om huvudstaden Mexico City. La Lagunilla ligger 1 560 meter över havet och antalet invånare är 456.
Terrängen runt La Lagunilla är bergig västerut, men österut är den kuperad. Runt La Lagunilla är det ganska tätbefolkat, med 70 invånare per kvadratkilometer. Närmaste större samhälle är Zacatlán, 14,2 km väster om La Lagunilla. I omgivningarna runt La Lagunilla växer i huvudsak blandskog.